# Данило Битињ
Данило Битињ је археолошки локалитет у Данило пољу, око 18 km источно од Шибеника. У овом налазишту пронађени су остаци насеља из неолита. Прва испитивања обавио је Д. Рендић-Миочевић 1951. године а систематска ископавања почела су 1953. под руководством Ј. Корошца. Пронађена су огњишта, 3 гроба, керамичке посуде које су вероватно коришћене у култне сврхе, камено и коштано оруђе.

## Видети
- Данилска култура